# Parc national Kaa Iya
Le parc national Kaa Iya del Gran Chaco ou parc national Kaa Iya, est un parc national du département bolivien du Santa Cruz. Établi sur une énorme superficie du Gran Chaco bolivien de 34 411 km², il s'étend principalement dans la municipalité de Charagua de la province de Cordillera du dit département, et dans celles de Pailón et de San José de Chiquitos de la province de Chiquitos.

## Description

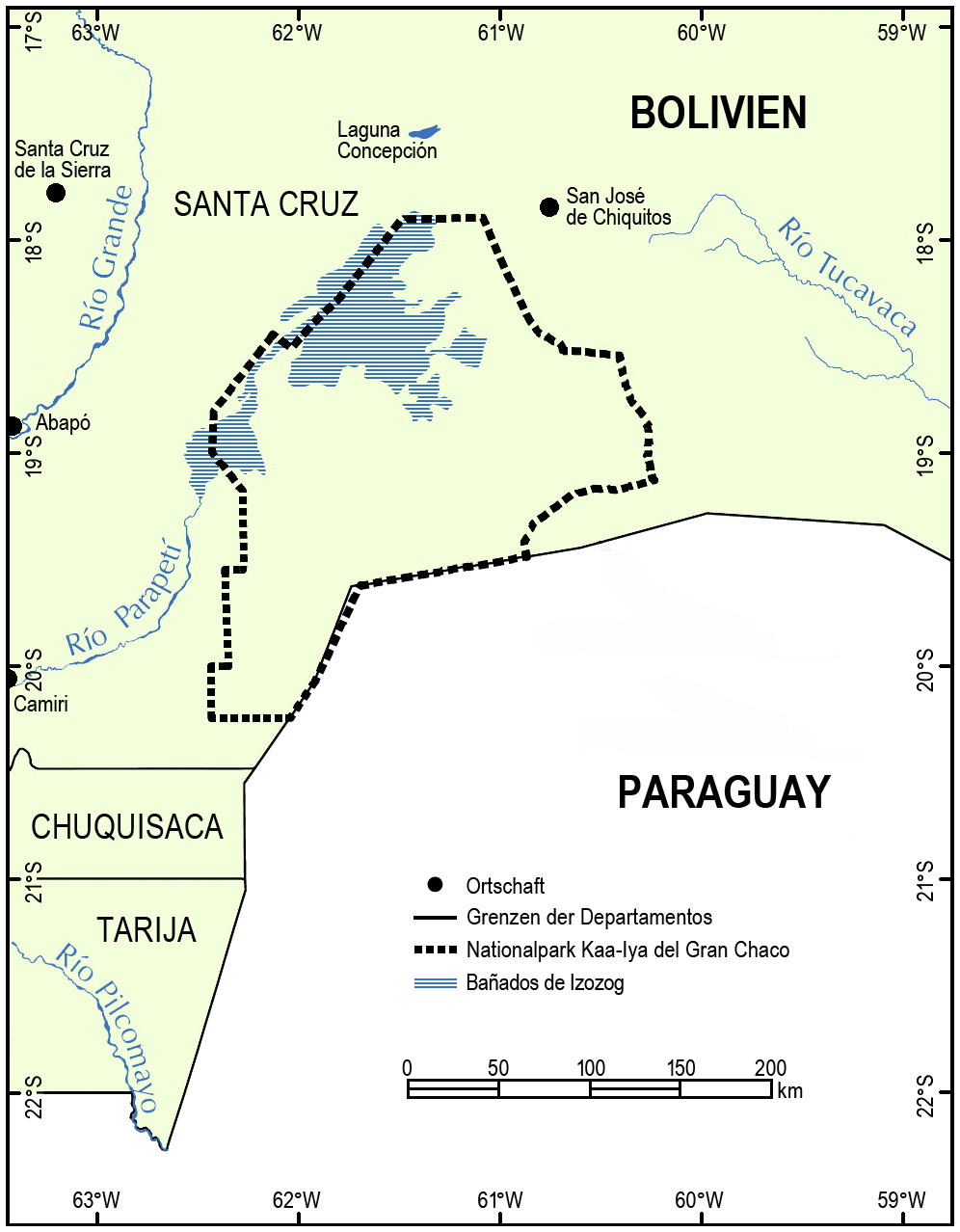
Localisation du parc national.

Le parc est essentiellement une forêt sèche composée d'arbustes. Il jouxte la frontière nord-ouest du Paraguay. Il fut officiellement établi en septembre 1995. Les deux buts recherchés par son établissement étaient d'assurer la protection de cette vaste zone par les habitants aborigènes et de sauvegarder la superficie restante la plus grande du monde de forêt sèche du Chaco, un important biome rencontré en Amérique latine (Argentine, Bolivie, Paraguay et petite part du Brésil) et dont la taille vient en seconde place juste après la selve amazonienne.

## Faune

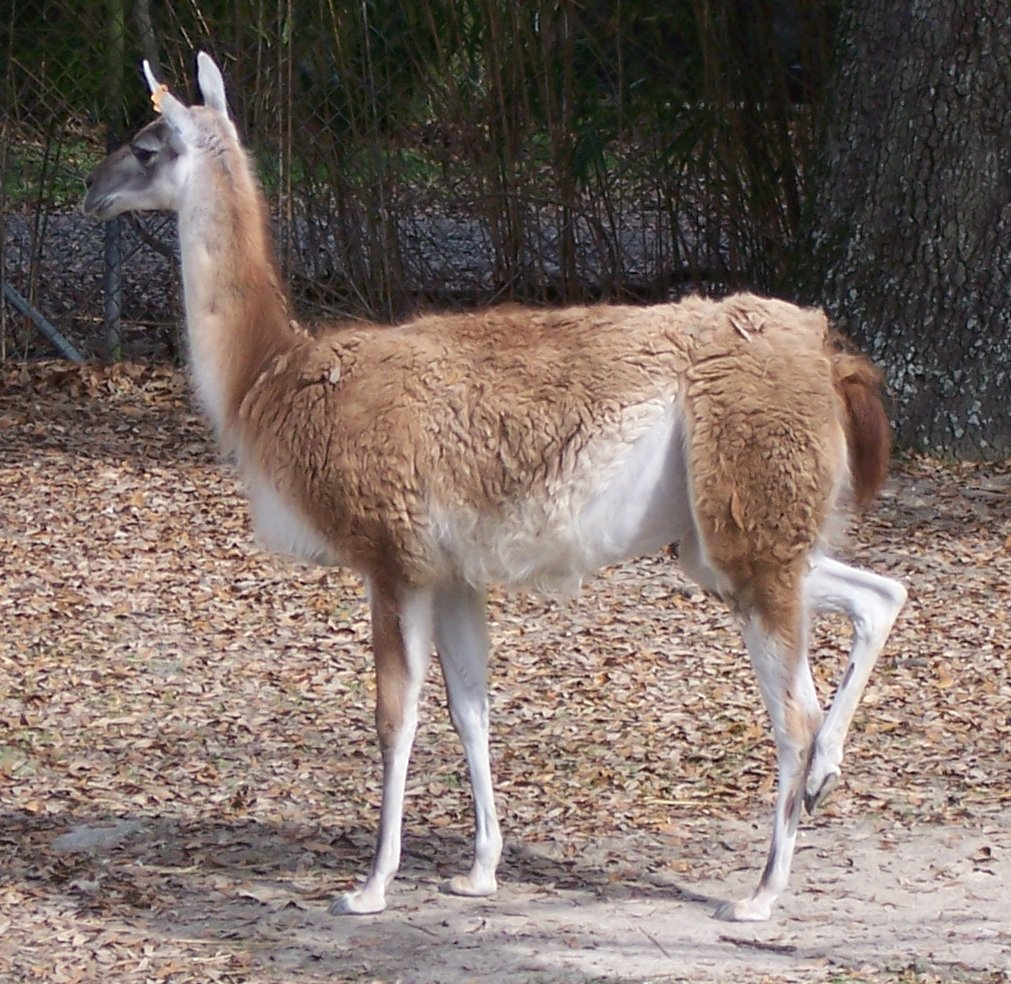
Un Guanaco.

La diversité de la faune de mammifères du parc est une des plus grandes d'Amérique du Sud. 
Le biome des terres basses de Bolivie, les plus étendues, mais aussi les plus menacées du pays, hébergent 69 espèces répertoriées de mammifères. C'est le domaine des jaguars, des pécaris du Chaco (catagonus wagneri), des guanacos du Chaco (dont il ne reste que quelques dizaines d'exemplaires en Bolivie), des tatous géants, des pumas, et de beaucoup d'oiseaux, de reptiles et autres animaux.

## Climat
Dans cette région, le sol ne reçoit que quelque 15 à 20 averses de pluie chaque année et les températures sont généralement de plus de 32 °C. Les mammifères de la région s'y sont assez bien adapté, survivant de peu de chose comme de jus de cactus ou de l'eau contenue dans le corps de leur proie. Ils peuvent ainsi tenir durant des mois.

## Renforcement de la protection
En 2001, le gouvernement a augmenté la protection de deux aires à l'intérieur du parc, en intégrant les Bañados de Izozog et el Palmar de las Islas dans un traité international, la convention de Ramsar dans le but de sauvegarder les terres humides et marécageuses. 

## Peuplement de la zone et administration
À l'intérieur et dans les environs du parc vivent des communautés de différents peuples amérindiens : des Ayoreos, des Chiquitans et particulièrement des Isocènes-Guaranis. 
Le peuple isoceño, organisé dans la Capitania del Alto y Bajo Izozog ou CABI, fut incontestablement la force principale dans l'établissement du parc. Le nom de Kaa Iya 
provient des mots guaranis signifiant « protecteur de la Forêt ». Le financement de départ leur a permis de démarrer les techniques de gestion soutenable qui leur étaient propres, basées sur des siècles d'expérience et d'une certaine sagesse. Il semble d'ailleurs que cette gestion se déroule particulièrement bien et que le futur du parc Kaa Iya sera aussi fructueux que la petite période écoulée depuis sa création. 

## Un grand prix d'Excellence pour les Amérindiens
En 2001, la CABI reçut du gouvernement (conservateur) espagnol le prestigieux prix Bartolomé de las Casas pour son « Extraordinaire effort dans la conservation du milieu et la protection de cultures indigènes » (textuel). Le prix, octroyé par le secrétaire d'état espagnol pour la coopération ibéro-américaine internationale, est une récompense internationale hautement convoitée et aide le parc à attirer l'attention sur sa mission, sa gestion et ses nécessités.